# Edmond Baudoin
Edmond Baudoin es un historietista e ilustrador francés, nacido en 1942 en Niza.

## Biografía
Después de pasarse su infancia y adolescencia dibujando, ejerció como contable antes de volver al dibujo en 1971. Colaboró entonces con revistas de cómic como Pilote, (À suivre) y L'Écho des savanes.
De 1999 a 2003, fue profesor de arte en la Universidad de Quebec en Outaouais.

## Estilo
La originalidad gráfica de Baudoin se sitúa en un punto intermedio entre la pintura y el cómic; de hecho, usa pinceles para trabajar sus zonas de negro. En general, sus álbumes recurren solo al negro y blanco.

## Premios
- Al mejor álbum por Couma acò, Festival de Angulema 1992
- Al mejor guion por Le Voyage, Festival de Angulema 1997
- Al mejor guion por Les quatre fleuves, Festival de Angulema 2001

## Obra

### Álbumes de historietas
- Civilisation, Glénat, col. Science-Fiction, 1981.
- Les sentiers cimentés, Futuropolis, col. Maracas, 1981 (reeditado por L'Association en la colección Les Sentiers Cimentés, 2006, ISBN 2-84414-173-0).
- Passe le temps, Futuropolis, 1982 (reeditado por L'Association en la colección Les Sentiers Cimentés, 2006, ISBN 2-84414-173-0).
- La peau du lézard, Futuropolis, col. Hic et Nunc, 1983 (reeditado por L'Association en la colección Les Sentiers Cimentés, 2006, ISBN 2-84414-173-0).
- Un Flip Coca, Futuropolis, col. Hic et Nunc, 1984 (reeditado por L'Association en la colección Les Sentiers Cimentés, 2006, ISBN 2-84414-173-0).
- La Danse devant le Buffet, guion de Frank, Futuropolis, col. Hic et Nunc, 1985.
- Avis de Recherche, guion de Frank, Futuropolis, col. X, 1985.
- Un Rubis sur les Lèvres, Futuropolis, col. Hic et Nunc, 1986 (reeditado por L'Association en la colección Les Sentiers Cimentés, 2006, ISBN 2-84414-173-0).
- Le premier voyage, Futuropolis, col. Hic et Nunc, 1987.
- Théâtre d'Ombres, guion de Frank, Les Humanoïdes Associés, 1987.ISBN 2731604077
- La Croisée, guion de Frank, Les Humanoïdes Associés, 1988.ISBN 273160515
- Baudoin, Futuropolis, col. 30x40, 1990 (reeditado por L'Association sous le titre Le portrait).
- Couma acò, Futuropolis, col. 9, 1991 (reeditado por L'Association en 2005) ISBN 2737627079.
- Carla, guion de Jacques Lob, Futuropolis, col. 9, 1993.
- Abbé Pierre, le défi, Tom Pousse, 1994.
- La mort du peintre, Z'éditions, 1995 (reeditado por 6 pieds sous terre en 2005).
- Éloge de la poussière, L'Association, col. Eperluette, 1995.
- Made in U.S., L'Association, col. Patte de Mouche, 1995.
- Rachid, Seuil, 1995.
- Terrains vagues, L'Association, col. Eperluette, 1996.
- Mat, Seuil, 1996.
- Le voyage, L'Association, col. Ciboulette, 1996.
- Derrière les fagots, Z'éditions, 1996, en colaboración con Vincent Caille (reeditado por L'Association en la colección Les Sentiers Cimentés, 2006, ISBN 2-84414-173-0).
- Lalin, guion de Joan Luc Sauvaigo, Z'éditions, 1997.
- Nam, L'Association, col. Patte de Mouche, 1998.
- Véro,  Éditions Autrement (reeditado por Mécanique générale en 2006), col. Histoires Graphiques, 1998.ISBN 2922827194
- Piero, Éditions du Seuil|Seuil, 1998.
- Le chemin aux oiseaux, guion de Nadine Brun-Cosme, Seuil, 1999.
- Salade niçoise, L'Association, col. Ciboulette, 1999.
- Chroniques de l'éphémère, 6 pieds sous terre, 1999.
- Les quatre fleuves, guion de Fred Vargas, Éditions Viviane Hamy, 2000.ISBN 2878581342
- Le chemin de Saint-Jean, L'Association, 2002.
- Questions de dessin, Éditions de l'An 2, 2002.
- Les yeux dans le mur, en colaboración con Céline Wagner, Dupuis, col. Aire Libre,  2003.ISBN 2800132957
- Araucaria, carnets du Chili, L'Association, col. Mimolette, 2004.
- Le chant des baleines, Dupuis, col. Aire Libre, 2005.ISBN 2800136766
- Crazyman, L'Association, 2005.ISBN 2844141765
- La musique du dessin, Éditions de l'An 2, 2005.
- L'Espignole, L'Association, 2006.
- Patchwork, Éditions Le 9 Monde, 2006.
- La patience du grand singe, en colaboración con Céline Wagner, Tartamudo, 2006.
- "Les essuie-glaces, Dupuis, col. Aire Libre, 2006.
- Le petit train de la côte bleue, 6 pieds sous terre, 2007.
- Roberto, 6 pieds sous terre, 2007.
- Travesti, L'Association, 2007.
- Patchwork, Éditions Le 9 Monde, 2008.
- L'Arleri, Gallimard, col. Bayou, 2008.
- Amatlan, l'Association, 2009.
- Peau d'Âne, basado en el cuento de Charles Perrault, Gallimard, col. Fétiche, 2010.ISBN 9782070628001
- Le Marchand d'éponges, basado en la novela de Fred Vargas, Librio n°980, 2010.ISBN 9782290027189
- Tu ne mourras pas, en colaboración con Bénédicte Heim, Les Contrebandiers Editeurs et Altercomics, 2011. ISBN 9782915438468
- Viva la vida : Los sueños de Ciudad Juárez, en colaboración con Troubs, L'Association, 2011. ISBN 9782844144317
- Les Rêveurs lunaires, Quatre génies qui ont changé l'Histoire (en francés, aún sin traducción al castellano), en colaboración con el matemático Cédric Villani. Gallimard/Grasset, 2015, ISBN 9782070665938.

### Ilustraciones
- Les Larmes de la libellule de Jean-Charles Bernardini, éditions Mango Jeunesse, col. Le cercle magique, ?.
- Le Procès-verbal, ilustraciones de la novela de J-M.G. Le Clézio, Futuropolis, 1989.
- Harrouda, de Tahar Ben Jelloun, Futuropolis, 1991.
- Théorème, de Pier Paolo Pasolini, Futuropolis, 1992.
- Le Journal du voleur, de Jean Genet, Futuropolis, 1993.
- Les chants de maldoror, de Lautréamont, Z'éditions, 1995.ISBN 2877201333
- La Diagonale des jours, correspondencia con Tanguy Dohollau, éditions Apogée, 1995.
- Rachid, l'enfant de la télé, de Tahar Ben Jelloun, Le Seuil, col. création jeunesse, 1995.
- Picasso : L'Œil et le mot, éditions Mango Jeunesse, col. l'Œil et le mot, 2000.
- Taches de Jazz, Éditions Le 9 Monde, 2002.
- Jack London : (Par Charmian London), avec Espérance Racioppi, édition Pierre Terrail, 2006.
- La Petite Danube, de Jean-Pierre Cannet, édition Théâtrale, col. Théâtrale Jeunesse, 2007.
- Corpus Song, dessins pornographiques, Six pieds sous terre, 2009.
- La barque du pêcheur, de Francis Combes, éditions Al Manar, 2012.

### Portafolios
- Chagrin d'Encre, 12 planchas en serigrafía, Éditions Le 9 Monde, 1998, 222 ejemplares.
- Chagrin d'Encre 2, 14 planchas en serigrafia, Éditions Le 9 Monde, 2004, 150 ejemplares.

### Participaciones en obras colectivas
- Algérie, la douleur et le mal, catálogo de exposición, Editions BD Boum, 1998, ISBN 2950845622 (reproducido de nuevo en la colección Patchwork, Éditions Le 9 Monde, 2006).
- Le Regard des Autres T1, Martin Balcer,  basado en una idea original de Edmond Baudoin, Éditions Axar, 2009 ISBN 9782981072504.